# Klintehamn

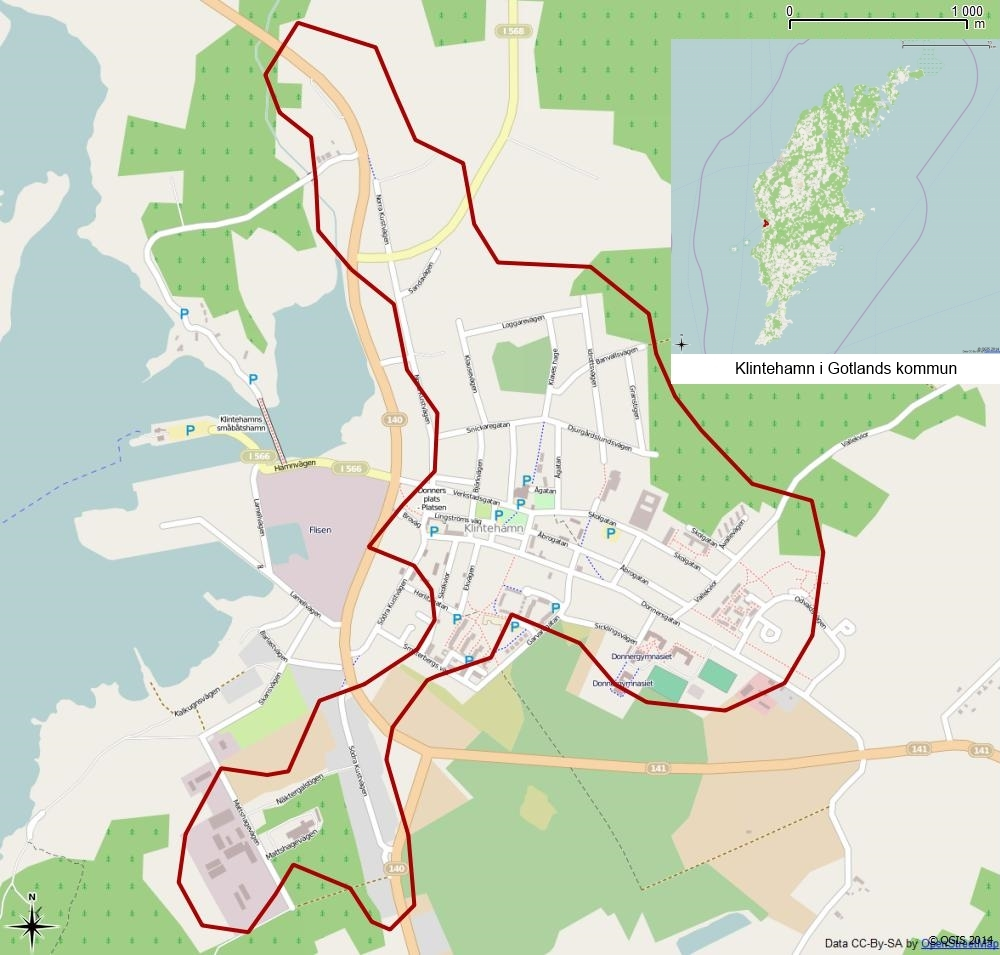
Tätorten Klintehamns avgränsning 1990.

Klintehamn är en tätort i Gotlands kommun i Gotlands län, belägen drygt tre mil söder om centralorten Visby.
Klintehamn ligger väster om kyrkbyn i Klinte socken, Klinte, där Klinte kyrka ligger.

## Historia
Klintehamn har gamla anor som fiskeläge och hamn, och redan under 1600-talet var den en viktig exporthamn, främst för kalk, tjära och trävaror. Från 1649 fanns en strandridare stationerad i Klintehamn. Under andra hälften av 1700-talet dominerades handeln i Klintehamn av handelshuset Donner. Jakob Niklas Donner köpte på 1770-talet Donnerska huset i Klintehamn och lät 1782 anlägga ett skeppsvarv och en vinterhamn på Varvsholmen. 1828 befriades hamnen i Klintehamn från kravet att klarera utrikesgående fartyg i Visby före avfärd, vilket medförde ett uppsving för handeln. Samtidigt blev det även tillåtet att bedriva bodhandel i Klintehamn. Fram till 1860-talet skedde också all posttrafik mellan Gotland och fastlandet över Klintehamn, i äldre tid främst med postjakter mellan Klintehamn och Böda på Öland.
Bland gamla gårdsnamn kan nämnas Hunninge, Klavese, Klintebys, Lilla Snögrinde, Loggarfve, Mölner, Odvalls, Presgården, Rannarfve, Robbjens, Sicklings, Stora Snögrinda, Strands, Svarfvare, Tyrvalls, Walla och Wersände.
Klintehamn var 1899-1953 stationssamhälle på Klintehamn-Roma Järnväg och Sydvästra Gotlands Järnväg (Klintehamn-Hablingbo).

### Befolkningsutveckling
| Befolkningsutvecklingen i Klintehamn 1950–2020 | Befolkningsutvecklingen i Klintehamn 1950–2020 | Befolkningsutvecklingen i Klintehamn 1950–2020 | Befolkningsutvecklingen i Klintehamn 1950–2020 | Befolkningsutvecklingen i Klintehamn 1950–2020 |
| ---------------------------------------------- | ---------------------------------------------- | ---------------------------------------------- | ---------------------------------------------- | ---------------------------------------------- |
|                                                |                                                |                                                |                                                |                                                |
| År                                             |                                                |                                                | Folkmängd                                      | Areal (ha)                                     |
| 1950                                           | 1950                                           |                                                | 941                                            |                                                |
| 1960                                           | 1960                                           |                                                | 859                                            |                                                |
| 1965                                           | 1965                                           |                                                | 1 059                                          |                                                |
| 1970                                           | 1970                                           |                                                | 1 234                                          |                                                |
| 1975                                           | 1975                                           |                                                | 1 343                                          |                                                |
| 1980                                           | 1980                                           |                                                | 1 466                                          |                                                |
| 1990                                           | 1990                                           |                                                | 1 533                                          | 207                                            |
| 1995                                           | 1995                                           |                                                | 1 487                                          | 212                                            |
| 2000                                           | 2000                                           |                                                | 1 431                                          | 213                                            |
| 2005                                           | 2005                                           |                                                | 1 407                                          | 213                                            |
| 2010                                           | 2010                                           |                                                | 1 363                                          | 212                                            |
| 2015                                           | 2015                                           |                                                | 1 490                                          | 292                                            |
| 2020                                           | 2020                                           |                                                | 1 541                                          | 305                                            |
| Anm.: Sammanvuxen med Klinte 2015.             |                                                |                                                |                                                |                                                |

## Samhället
Klintehamn har service som folkbibliotek, livsmedelsaffär, glasmästeri, bensinstation, bilverkstäder, restauranger och gatukök. I Klintehamn ligger också ett av Gotlands största byggvaruhus.

## Kommunikationer
Den kommunala kollektivtrafiken har bussavgångar från och till Visby nästan varje timme under dagtid och har även trafik till näraliggande tätorten Hemse.
Periodvis har Klintehamn haft färjeförbindelse med Grankullavik och Byxelkrok på Öland samt Oskarshamn, Västervik och Oxelösund. För närvarande är det dock endast båten till Stora Karlsö och Lilla Karlsö som bedriver passagerartrafik på Klintehamn under sommaren.

## Näringsliv

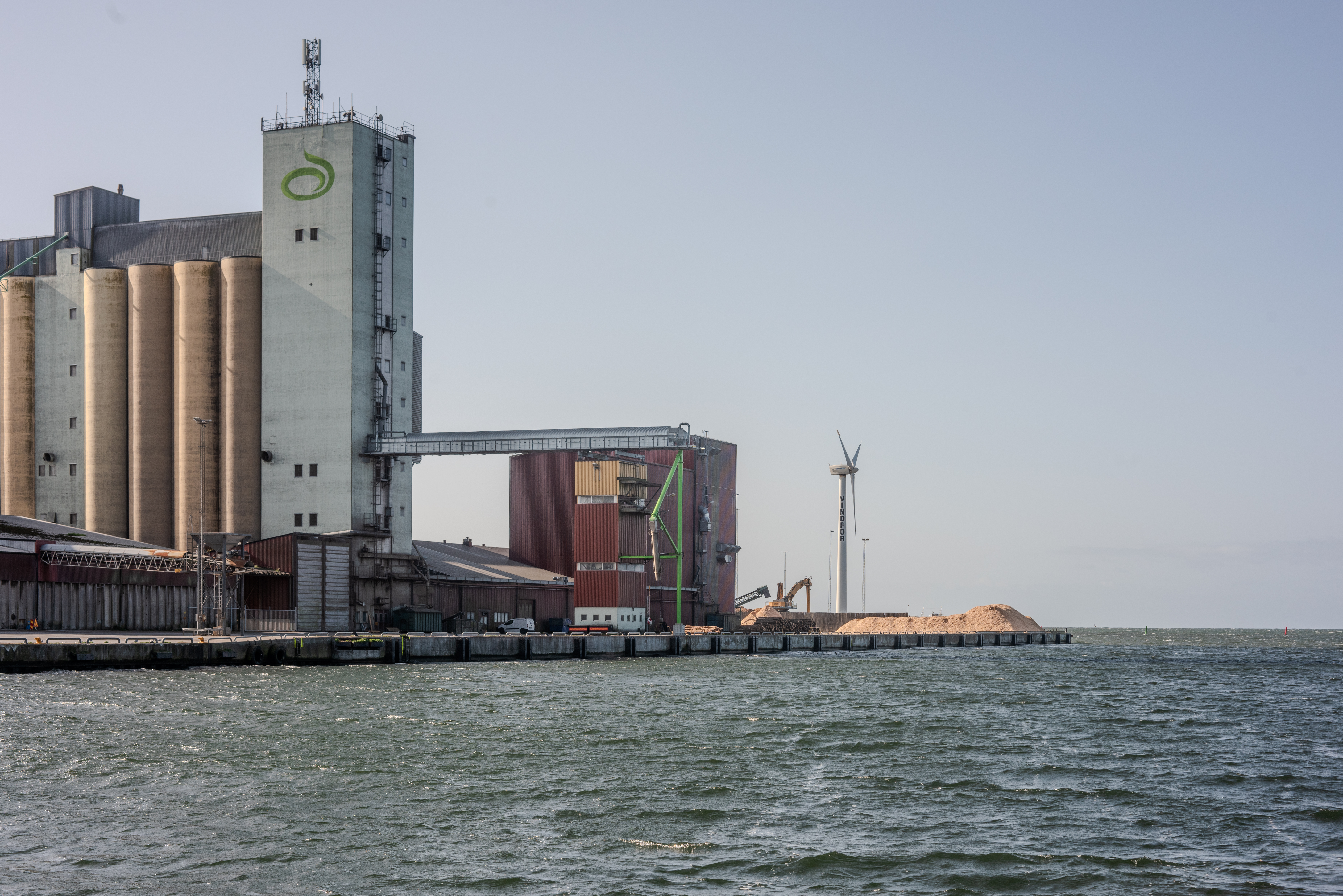
Hamnen i Klintehamn.

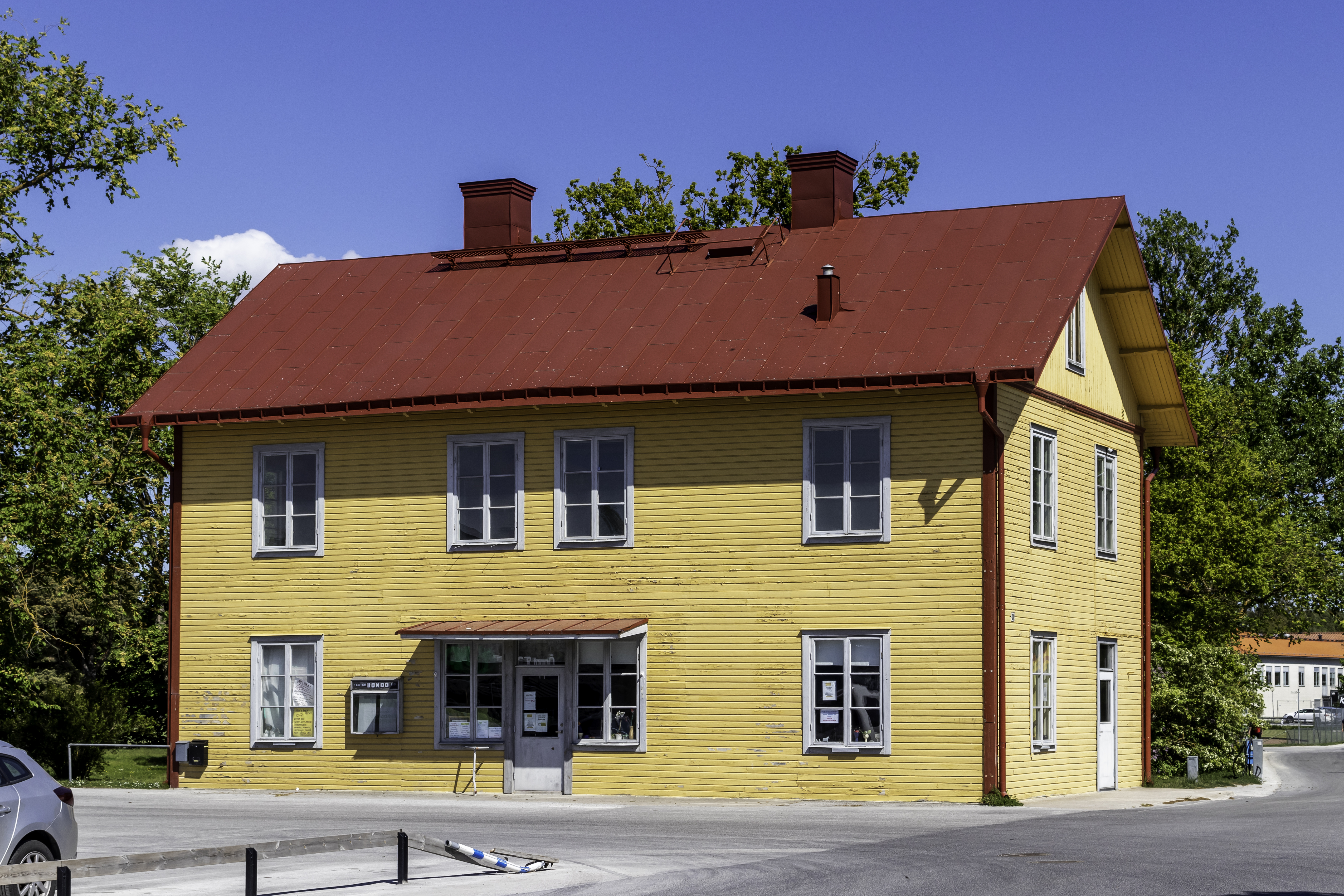
Den tidigare stationsbyggnaden i Klintehamn.

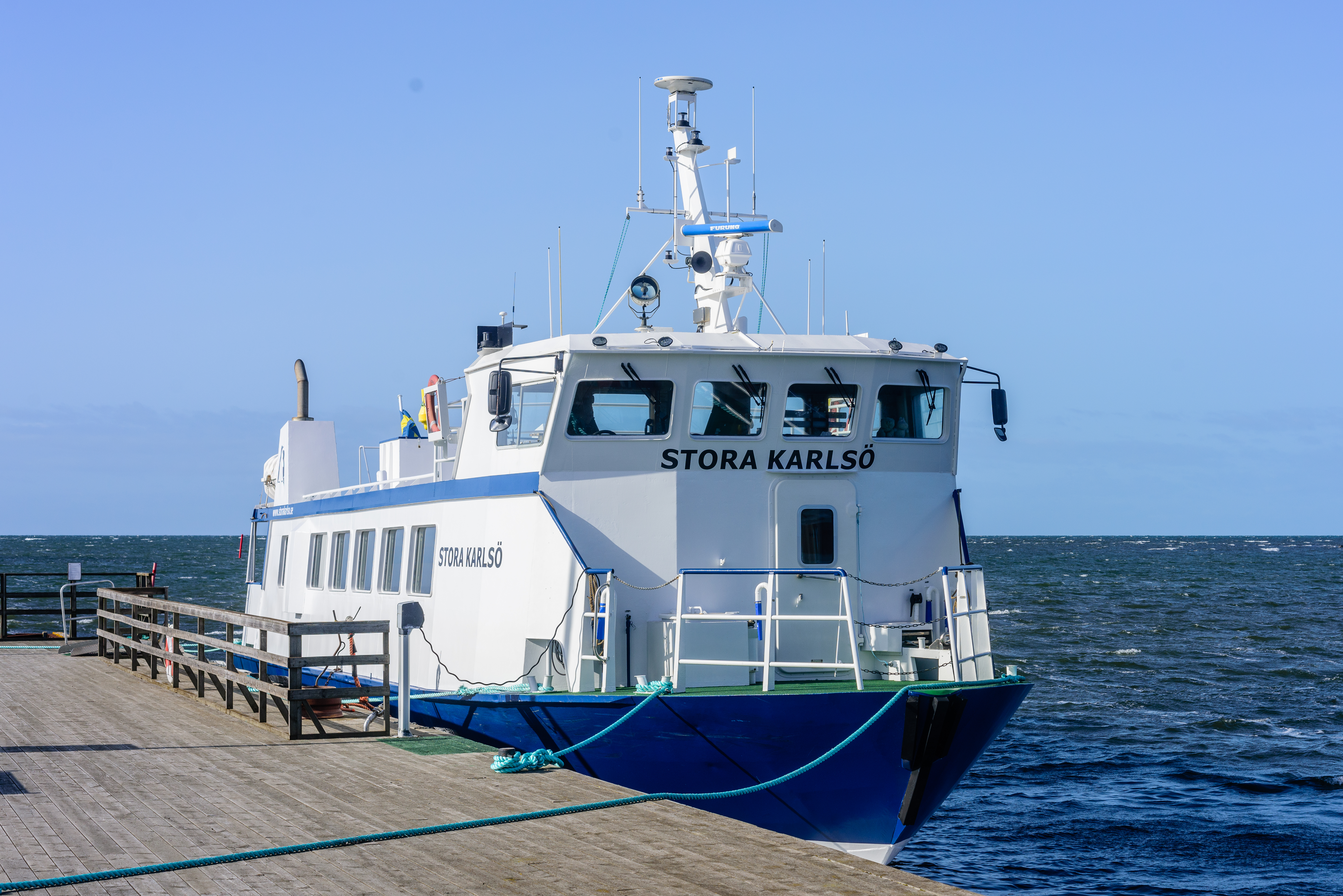
Passagerarfartyget Stora Karlsö som sommartid bedriver trafik mellan Klintehamn och Stora- och Lilla Karlsö.

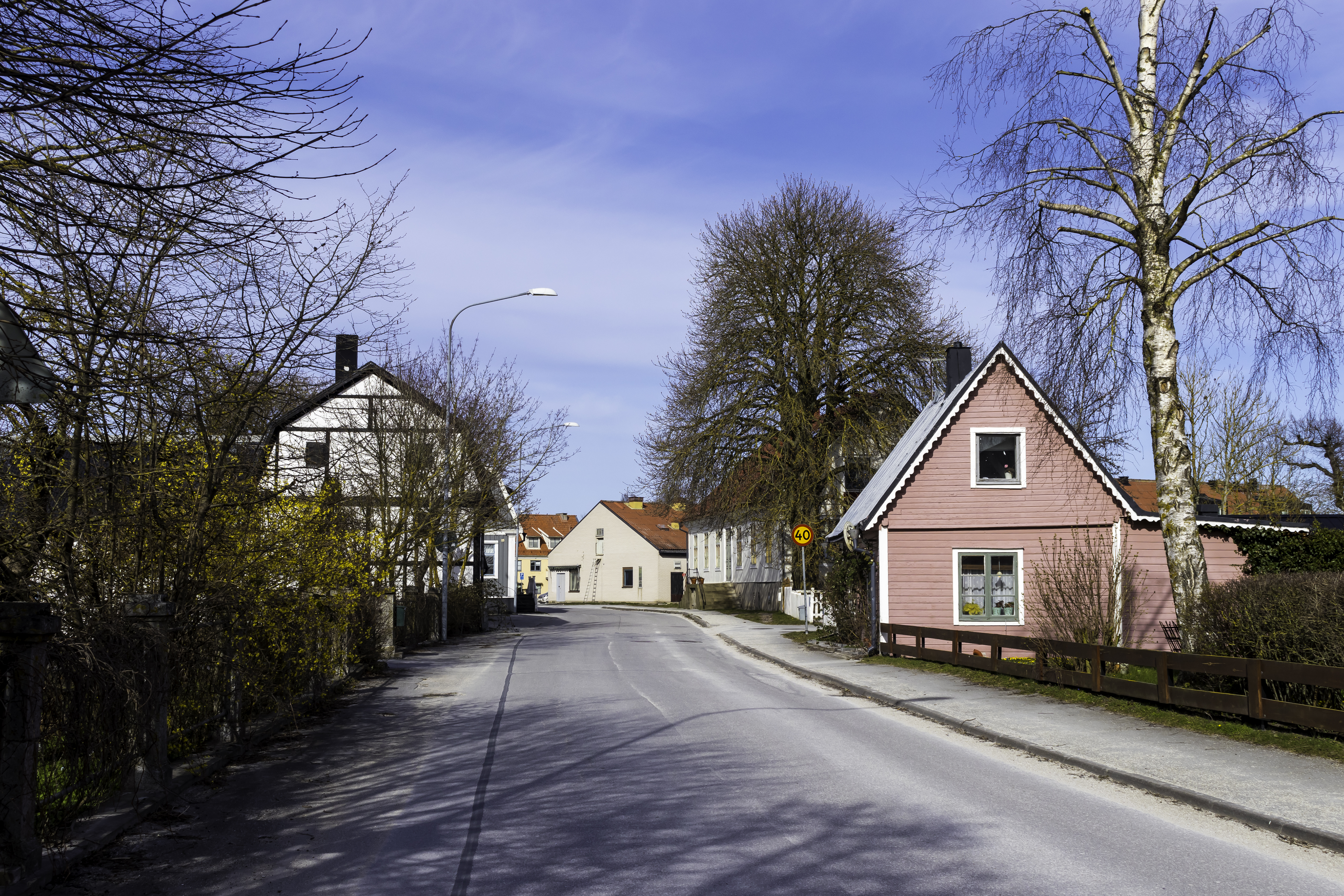
Bebyggelse längs södra kustvägen.

Klintehamn har en hamn som i dag fungerar som utlastningshamn främst för timmer och flis. I hamnen finns ortens största industri, Lantmännens foderfabrik, där djurfoder i pelletsform produceras. I Klintehamn finns också livsmedelsindustri. Foodmark gör här bland annat potatissallad. En betydande industri för hela Gotlands skogsägare är AB Gotlandsflis sågverk i Klintehamn.
Det finns även betydande produktion av bränslepellets för uppvärmning av bostäder.
Klintebys gård är ett av Gotlands största lantbruk med stor svinproduktion och spannmålsodling. Här föds också upp korsningsponnyer som säljs i hela Europa.
Klintehamn har gamla anor som handels- och sjöfartssamhälle vars utveckling släkten Donner haft betydelse för. I Klintehamn fanns på 1800-talet skeppsvarv, kalkugnar, brännvinsbränneri och sedan 1901 en potatismjölsfabrik. Det fanns också mejeri till mitten på 1980-talet, där man tillverkade den prisbelönta koggosten.
I Klintehamn tillverkas övningsrampen Skidcar. Denna ramp, som monteras på en vanlig personbil för simulerad övningskörning i halka, exporteras över hela Europa samt till USA.

### Bankväsen
Klinte sparbank grundades 1863. Den var länge Gotlands näst äldsta sparbank, tills den uppgick i DBV:s sparbank 1967. DBV blev med tiden en del av Swedbank. Orten har också haft föreningsbankskontor.
Den 15 juli 1907 fick Klintehamn även ett kontor tillhörande Bankaktiebolaget Södra Sverige, som nyss tagit över Gotlands enskilda bank. Senare uppgick Södra Sverige i Svenska Handelsbanken och ett kontor för Gottlands bank tillkom. Även denna bank uppgick senare i Handelsbanken.
År 2009 sålde Swedbank kontoret i Klintehamn till Sparbanken Gotland. Sparbankskontoret stängde dock i mars 2016. Våren 2020 stängde även Handelsbanken, varefter orten saknade bankkontor.

## Utbildning
I Klintehamn finns den kommunala grundskolan Klinteskolan F-9. 1998 startades ett friskolegymnasium, Donnergymnasiet, med ett flertal program. Donnergymnasiet Klintehamn köptes 2013 av Guteskolan och bytte då namn till Guteskolan Södra. Från och med höstterminen 2014 flyttade skolan all sin verksamhet till Visby. Tidigare fanns även en 2-årig verkstadsmekanisk utbildning i en egen skola.

## Sevärdheter
I slutet på maj och en bit in i juni blommar på Klintebergets sluttning den sällsynta och fridlysta rödsysslan. I Sicklings myr växer den mycket sällsynta flugblomster.
Andra sevärdheter är Donnerska huset, där det kommunala biblioteket med sina unika väggmålningar finns, Klinte kyrka med sin unika dopfunt, Matshagar i maj månad med blommande vitsippor samt de stora myrarna Hoxelmyr och Stormyr med rikt fågelliv. Ett nyanlagt viltvatten vid Värsände har blivit ett populärt utflyktsmål.
Utanför Klintehamn ligger gravfältet Rannarveskeppen med bland annat sex skeppssättningar. Vid Sicklings finns också en ännu ej helt utgrävd skeppssättning som enligt forskare  är mycket olik andra skeppssättningar i trakten.[källa behövs]
Någon kilometer utanför hamnen ligger sedan 1983 vraket av M/S Benguela. Vraket har långsamt sjunkit ner i sanden och syns numera endast vid extremt lågvatten.

## Evenemang
Gotlands största marknad hålls i Klintehamn sista lördagen i september varje år, med försäljare från hela landet. Besökarna räknas i tiotusental.

## Idrott
IK Tjelvar har friidrott som största verksamhet. Klubben har fostrat landslagsmän som 10 000 m-löparen Torgny Björkqvist, trestegshopparen Tor Broström och hinderlöparen Örjan Samuelsson. I dag är IK Tjelvars verksamhet nästan obefintlig
Klintehamns IK finns också på orten, med fotboll som huvudsaklig verksamhet.
I Västergarn i Klintehamns närhet ligger Kronholmens golfbana, en seasidebana. Det finns även två tennisbanor med asfaltunderlag i Klintehamn samt Gotlands enda idrottshall med löparbana, stavhoppsgrop och längdhoppsgrop med sand. Såväl Götalandsmästerskap i friidrott som landskamp i volleyboll har hållits i Klintehallen.
I Klintehamns närhet ligger också Gotlands största ridhus vid Mulde. Hästintresset är stort i trakten och ridskola, vattenterapi för hästar samt flera uppfödare av både ponnyer, rid- och travhästar finns i trakten.

## Bilder

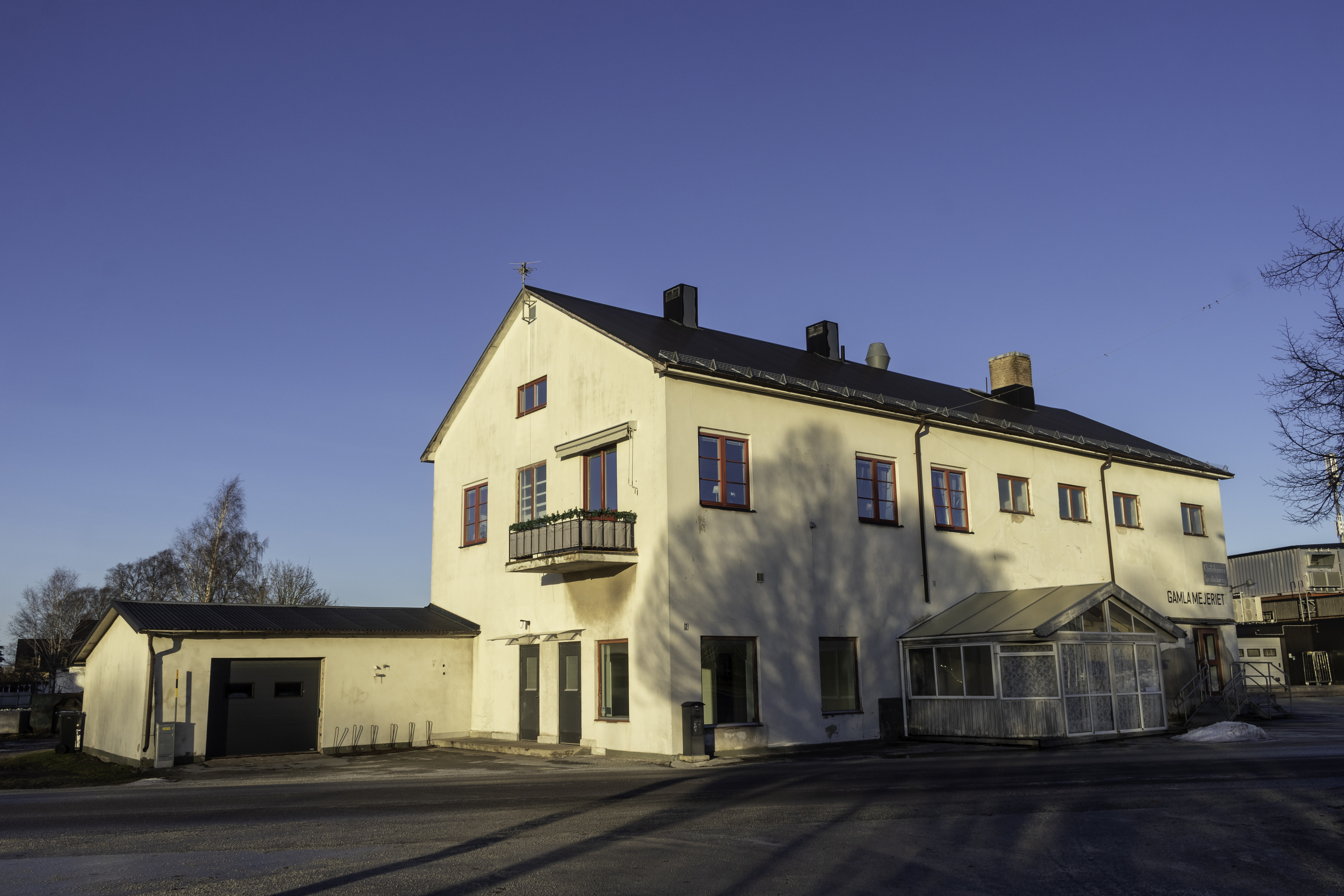
Gamla mejeriet.
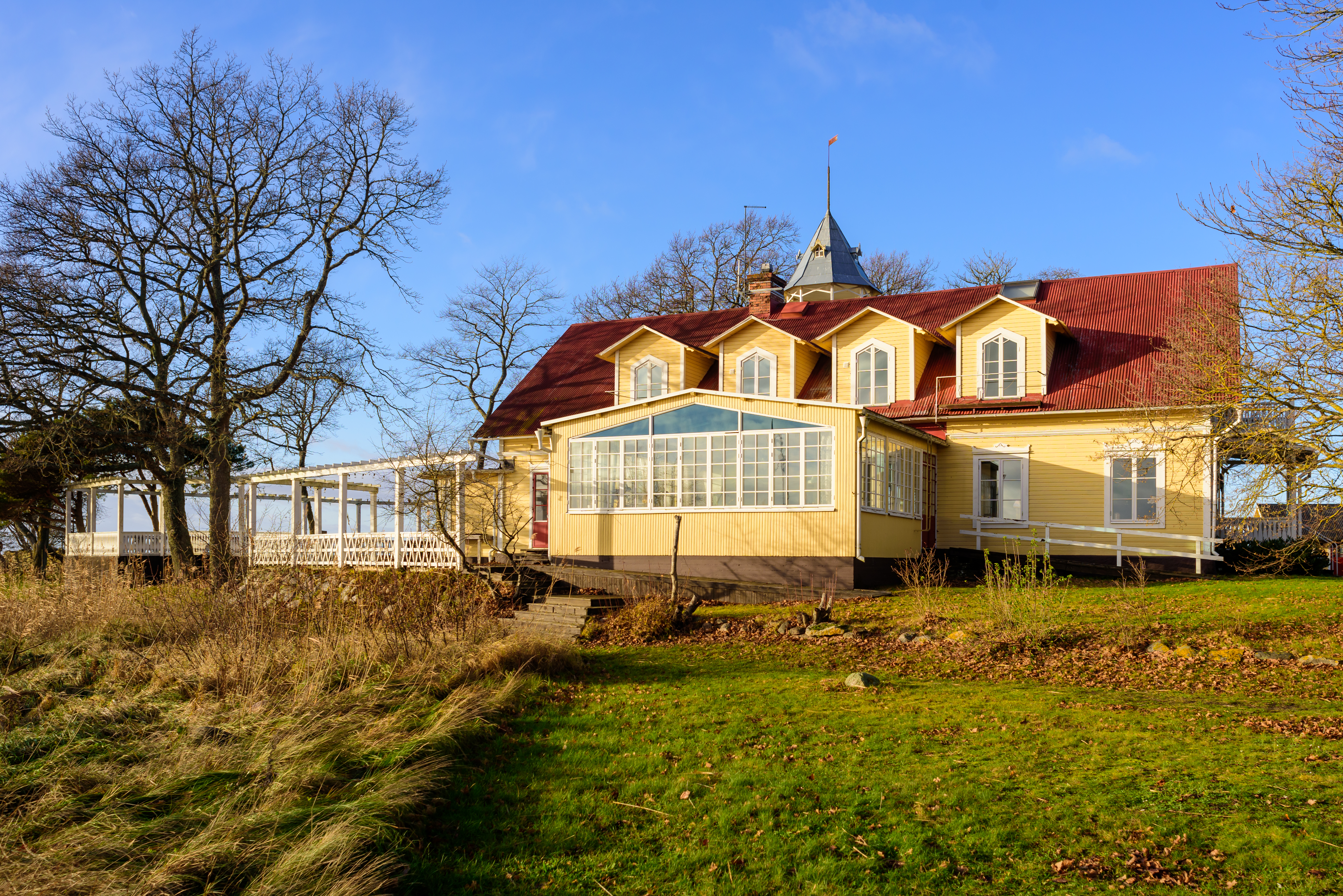
Warfsholms pensionat.
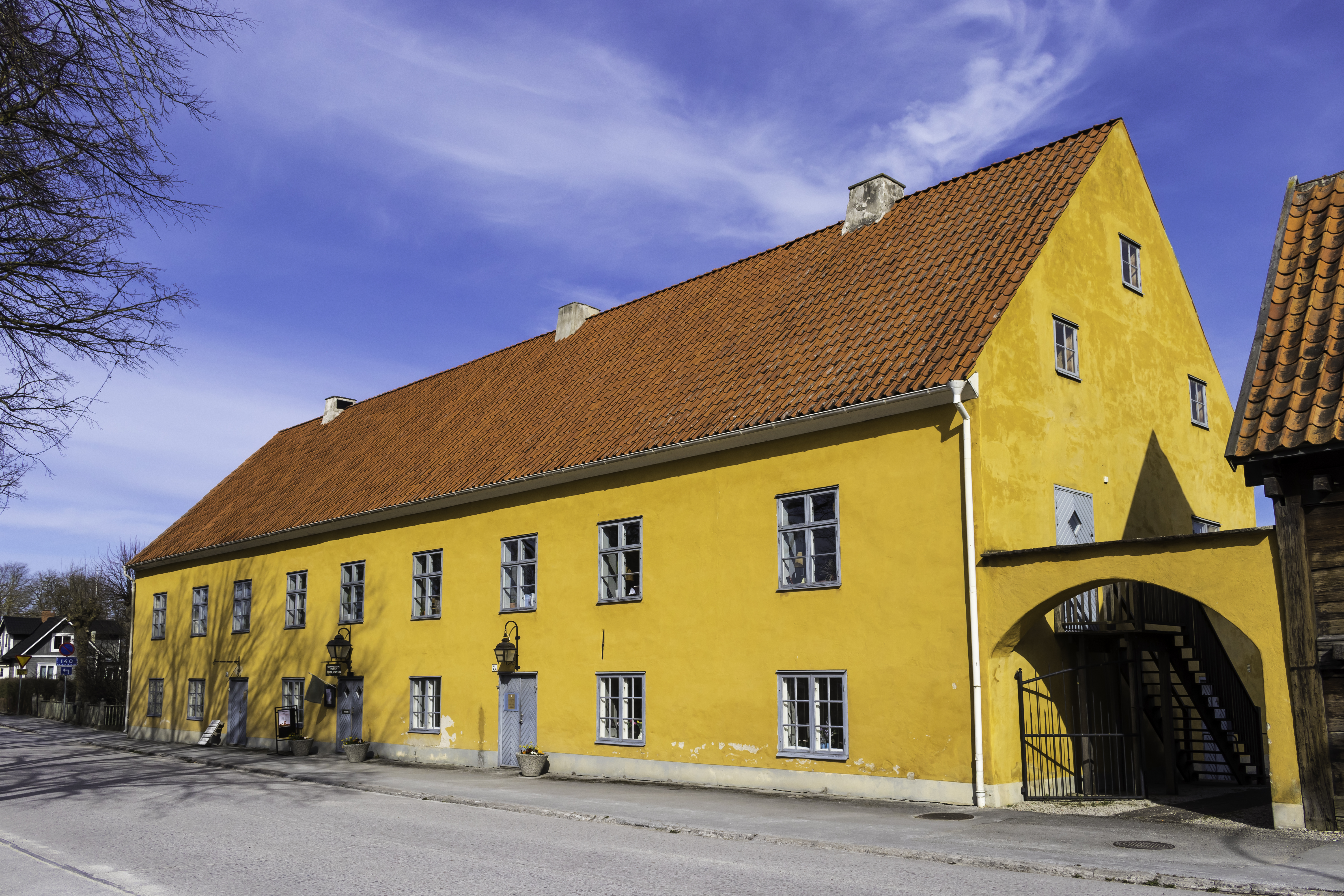
Byggnadsminnet Donnerska huset.
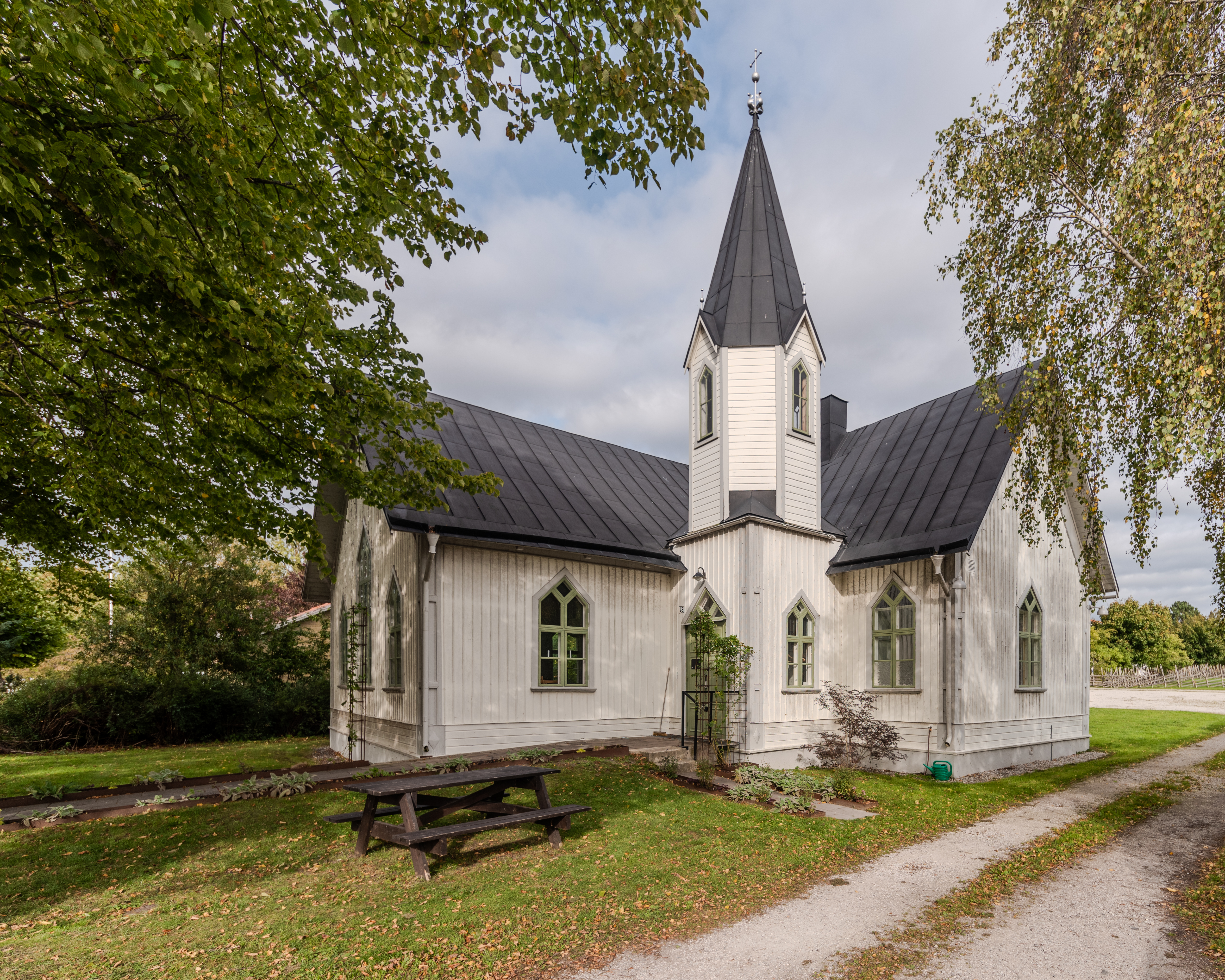
Hamnkyrkan.